# Уривська сільська рада
Ури́вська сільська рада (рос. Урывский сельский совет) — сільське поселення у складі Тюменцевського району Алтайського краю Росії.
Адміністративний центр та єдиний населений пункт — селище Уривка.

## Населення
Населення — 302 особи (2019; 419 в 2010, 479 у 2002).